# 연구노트
연구노트는 연구자가 수행하는 연구, 실험 등 모든 과정을 기록하는 노트이다. 주로 실험을 하기 위한 환경, 실험 조건, 과정, 현상, 결과 등을 구체적으로 작성한다. 연구자가 기록한 것을 직접 보면서 자신이 수행하는 실험에 대한 도움도 줄 수 있다. 이것은 과학이 발전됨에 따라 점점 더 중요시 되는 연구윤리 면에서도 중요한 역할을 한다. 연구노트는 연구자가 발표한 결과를 과장, 허위 및 표절 없이 직접 수행하였는지 증명할 수 있는 기록물이다. 연구에 관련된 특허를 등록할 때나 특허분쟁이 일어날 때 법적 근거로써 유용하게 활용된다.

## 연구노트 도입

### 선출원주의와선발명주의
- 특허권을 부여하는 제도에는 선발명주의와 선출원주의, 크게 두 가지가 있다. 선출원주의는 대부분의 나라에서 채택하고 있는 방법으로 먼저 출원을 한 사람에게 특허권을 주는 제도이며 선발명주의는 출원의 여부와는 관계없이 진정한 발명자가 특허권을 갖게 되는 제도이다.
- 선출원주의에 따라 특허권을 인정받기 위해서는 자신의 연구를 정직하게 수행했음을 증명하는 증거가 필요하다. 만약 자신이 진실되게 연구를 수행하여 결과를 얻었다 하더라도 재현이 불가능하거나 충분한 기록이 없으면 해당 기술의 발명자로 인정받지 못할 수도 있다.
- 현재 전 세계에서 미국만이 선발명주의를 채택하고 있으며, 캐나다와 필리핀 등도 선발명주의에 입각하여 특허법을 운영하고 있었으나 지금은 모두 선출원주의로 전환하였다. 미국에서는 100년 이전부터 연구노트의 중요성이 부각되었는데, 1994년 이전에는 미국 외 출원에는 선발명을 인정하지 않았으나 이후 특허법이 개정되면서 외부에서의 미국 출원에 대해서도 선발명을 인정하게 되었다. 이를 기점으로 미국 출원을 목표로 하는 타 대기업 중심으로 연구노트의 중요성이 강조되기 시작하였다.

### 국내 도입
- 국내 과학 발전이 빠른 속도로 이루어지고 있지만 연구 윤리는 아직 미미한 수준이다. 그러나 줄기세포 사건, 매직미러 사건, 늑대개 사건, 연세대 사건 등을 계기로 연구 윤리 및 관리의 중요성이 부각되면서 국내에서도 연구노트 제도를 법정화하고, 연구노트 작성을 장려하고 있다.

#### 관련 법규
- 2007년 12월 교육과학기술부 훈령 제128호 '국가연구개발사업 연구노트관리지침' 제정
- 2008년 1월 교육과학기술부 훈령 제225호 '국가연구개발사업 연구노트관리지침' 제정 및 시행
- 2008년 7월 교육과학기술부 훈령 74호로 개정
- 2009년 6월 연구기관의 자율성 확대와 효율적 관리를 위해 교육과학기술부 훈령 128호로 개정
- 2010년 8월 대통령령 22328호 '국가연구개발사업의 관리 등에 관한 규정' 개정. 국가 R&D에 참여하는 연구자는 연구노트를 작성토록 의무화

- 연구자는 관련 법률에 따라 성실하게 연구 노트 작성을 이행하여야 하며, 연구기관의 장은 국가연구개발사업 과제에 대해 소속 연구자가 연구노트를 작성토록 하여야 한다. 다만, 합리적인 기준을 마련하고 기관 특성 및 과제 성격을 감안하여 일부 과제를 작성대상에서 제외할 수 있다.

#### 보급 실적
- 2007년~2009년 연구노트 제작 보급 약 11,000권
- 2007년~2009년 연구노트 설명회 80개 기관, 105회
- 2010년 전자연구노트 기반 구축사업 추진

## 서면연구노트

### 연구노트 작성법

#### 연구 노트의 물리적 요건
- 삽입이나 삭제가 어려운 제본 된 묶음노트를 지향 (바인더 형식은 피하는 것이 좋다)
- 오래 보관되어야 하므로 내구성 및 보존성이 좋은 종이 사용
- 테두리가 있을 것
- 페이지 상, 하단 중 쪽번호가 있을 것
- 발명자, 기록자, 증인서명 및 기재 일자 기입란이 있을 것
- 연구 프로젝트명, 제목, 목적등을 기재

#### 작성 원칙
- 기재내용의 위조나 변조 없이 객관적인 사실만을 상세하고 정확하게 기록
- 1인 1노트 작성
- 하나의 연구노트에는 하나의 프로젝트만을 기재
- 제3자가 보고서도 실시 *주석, 도면, 공식, 규모, 실험결과 등을 포함한 연구 진행 활동 기록
- 메모했다가 옮기는 것이 아닌 바로 기록할 것
- 가능하도록 구체적이고 상세하게 실험 데이터 기록
- 발명의 착상, 착상 실행을 위한 연구 계획 등도 포함

#### 연구노트 작성요령
- 지워지지 않는 필기도구 사용 (예 : 볼펜)
- 같은 날의 기록에는 같은 필기구를 사용할 것
- 수정사항 발생 시 수정액 등을 사용하지 않고 줄을 그어 표시할 것. 이에 대한 서명과 날짜를 기재하며 중요한 내용일 경우 확인자의 별도 서명 필요
- 번호순대로 기록하고 공백 부분은 크로스 아웃할 것
- 정기적으로 제3자에게 내용을 확인받고 서명받을 것
- 연구 수행 과정 및 결과는 제3자가 재현 가능하도록 작성
- 장기에 걸쳐 연구노트를 보관할 것
- 정보 유출 방지를 위하여 연구노트의 관리자, 관리방법 및 장소 등을 정해놓을 것

#### 항목별 작성법
- 서론 : 수행하고자 하는 실험의 근거 기입 (예: 연구에 영향을 미친 참고 문서 등)
- 재료 및 방법, 실험 과정 : 실험절차에 따라 빠짐없이 애매모호하지 않게 간결하고 정확하게 작성
- 실험 장치, 재료에 대한 리스트, 시료에 대해서도 정확히 기록
- 실험데이터 : 분석결과는 출력하여 날짜 기입 후 노트에 고정. 계산식, 보정식 등의 기재와 의미 부여에 관한 내용도 기재
- 실험결과 : 간결하고 명확한 문장 사용. 페이지 별로 알기 쉽게 표제를 붙임. 실험 결과 정리, 데이터 해석과 해석 결과에 대한 개인 소견 덧붙임
- 고찰 : 실험결과에 대한 자신의 생각. 찾아볼 지식, 밝혀진 사실, 실험의 방향, 실험의 문제점 등 기재

### 연구노트의 보존과 보관

#### 보존 및 보관
- 연구노트의 보존 기간은 기본적으로 30년으로, 보존 기간이 경과하거나 경과하지 않았더라도 보존이 불필요하다고 여겨질 때 연구기관의 규정에 따라 관련 위원회를 통해 심의한 후 폐기한다.
- 국가연구개발사업을 수행하는 연구기관의 장은 연구노트와 관련한 업무의 담당부서를 지정․운영한다.
- 연구자는 연구과제가 종료 또는 중단되면 작성한 연구노트를 소속 연구기관의 장이 지정한 부서에 제출한다.

#### 보안 관리
- 작성 중인 연구노트는 기록자가 보관을 하나 완료된 연구노트의 경우 관리부서에서 보관하며 연구기관 외부로 반출 시에는 관련위원회의 심의를 거친 후 반출이 가능하다.
- 연구자는 연구노트의 원본을 소유할 수 없으며, 해당분야의 연구 활용을 위해 사본을 소유하고자 하는 경우 연구기관의 장이 정한 바에 따라야 한다.
- 제2항 규정에 따라 연구자가 연구노트 사본을 소유하는 경우에는 이를 임의로 타인에게 양도하거나 매매할 수 없다.
- 완료된 서면연구노트는 관리부서로 반납하며 관리부서에는 허가된 사람 이외에는 출입을 통제한다.

#### 점검자
- 연구노트의 내용을 확인하고 서명하는 자를 말한다.
- 점검자는 발명자 또는 기록자가 아니면서 발명에 대해 어느정도 지식을 가진자가 적당하며, 점검자의 공정성을 보여주기 위해서 같은 연구 프로젝트 수행자보다 다른 연구팀의 구성원이 바람직하다.

## 전자연구노트
"전자연구노트란 법률,규제,기술,과학적인 요구를 모두 충족하여 전자문서의 생산,저장,검색 및 공유를 보다 효율적으로 할 수 있도록 정책과 절차, 기술 및 규제를 올바르게 조합한 시스템이다."

### 전자연구노트 시스템 도입 배경
미국, 일본 등 선진국에서는 특허출원 이전에 원천기술인 연구 결과에 대한 중요성이 강조되면서 관리가 강화되었다. 그러나 서면연구노트에는 관리 및 보관에 한계가 있어 연구 결과를 오랫동안 보관하기 힘들다는 단점이 있다. 이에 정보화시대에 발맞추어 연구 기록을 영구히 보존하고 기존 서면연구노트가 갖고 있던 수작업에서의 불편함을 해소하기 위하여 전자연구노트 시스템이 도입되었다.
대한민국은 2008년 12월에 연구노트작성 조건을 충족하는 기능을 갖춘 한국형 전자연구노트를 개발하였으며, 연구노트 작성 문화에 파급효과가 클 것으로 기대되는 기관 4곳을 선정하여 1차 보급하였다. 2011년 2월부터는 연구노트확산지원본부 홈페이지를 통해 시스템 체험을 할 수 있다.

### 전자연구노트 시스템의 구성요소
1. 문서 편집기
- 텍스트, 도형, 수식 편집기 등의 기능
- 화면의 확대, 축소 가능
- 첨부파일 기능
- 표, 그래프 작성 기능
- 파워포인트, PDF 파일로 저장 가능

2. 공인 인증
- 개인 인증서를 이용한 서명과 자료 작성 시점 확인을 위한 기능 제공
- 원문은 내부에서 관리하며 해쉬함수를 이용 외부로 전송한 정보는 복원이 불가능 하다.
- 공인 인증을 통해 법적 증거력을 확보한다.

3. 연구노트 관리
- 서면연구노트와 관리 방법이 비슷
- 연구과제와 연구원의 정보를 연계한다.
- 개인 기록 보관의 철저한 보안 기능 제공
- 개인 연구자료에 대한 권한을 관리한다.

### 전자연구노트 작성법
1. 전자연구노트의 조건
- 전자연구노트의 기록자와 점검자의 서명이 인증가능 해야 할 것.
- 연구 기록 입력일과 시간이 자동으로 기록 될 것.
- 입력기록을 수정했을 경우 영구적으로 기록이 남을 것.

2. 전자연구노트 사용 및 기재법
- 연구내용 및 데이터가 전자문서형태로 기록, 저장되고 검색 및 공유 필요성이 높을 경우 사용.
- 연구 및 성과관리 시스템과 연동되어 사용.
- 항목별 작성법과 작성원칙 등 기타 사항들은 서면연구노트와 동일하다.

3. 전자연구노트의 증거로서의 기본 사항
- 연구기록의 입력을 연구가 이루어진 시점 혹은 시간이 얼마 경과하지 않은 시점에 했을 것.
- 연구에 대한 지식이 있는 자가 입력 혹은 전송을 하여 기록했을 것.
- 기록방식에 대한 자체 규정을 만족하며 평상시에 이루어지는 방식에서 차이가 없을 것.
- 기관의 전자연구노트 기록 입력 소프트웨어 또는 하드웨어 관리자가 위의 사항들을 증명할 수 있을 것.

### 전자연구노트의 장점
1. 사용의 편의성
- 텍스트와 도표 및 그래프의 삽입이 용이하다.
- 자동으로 작성날짜, 수정날짜가 기록되며 기록자와 점검자의 서명이 자동으로 기입된다.

2. 검색의 용이성
- 많은 양의 정보를 보관, 정리할 수 있다.
- 자료의 검색이 용이하여 중복 실험을 미연에 방지 할 수 있다.
- 과거의 데이터를 확인하기 쉬워 실험 계획 수립 및 실시하기에 편리하다.

3. 정보의 재사용성
- 과거 자료를 그대로 사용할 수 있으며 변경된 부분만을 수정할 수가 있기에 연구노트 기록 시간이 단축된다.
- 업무의 신속화로 인해 연구를 빠르게 진행할 수 있다.

4. 정보공유의 용이성
- 시간과 공간의 제약 없이 실험정보의 기록이 가능하며 다른 연구자들과 공유가 쉽다.
- 기관내 다른 시스템과 연동이 쉽기에 업무 효율성이 증가한다.

## 연구노트의 필요성
연구노트가 필요한 이유는 아래와 같이 크게 5가지가 있다.
1.연구과정의 기록:
연구노트는 자신의 연구뿐만 아니라 관련 분야의 논문 집필 시 필요한 데이터 및 모든 정보가 축적된 자료로서 개인 연구자, 연구소, 기관의 지식 및 기술 창출, 개발의 도모에 기여할 수 있다. 탐구했던 연구는 물론 중도 포기했던 연구의 방향과 데이터, 그 과정, 채택된 해결책이 기록되어 있어 정보누락이나 불필요한 재 실험을 방지하는데도 기여할 수 있다. 따라서 연구노트를 통해서 전체적인 지식 발전에도 많은 기여를 할 수 있다.
2.연구독창성의 근거:
연구를 할때면 연구 분야가 많지 않기 때문에 여러 연구자들간에 유사한 연구를 하는 경우가 자주 발생한다. 연구자들 간에 서로 유사한 연구를 하는 경우, 자신의 노트의 기록(과정과 결과)을 통하여 자신의 연구가 독창적인 것인지 모방을 통해 이루어진 것인지를 판단할 수 있다.
3.연구개발 결과의 보호:
연구자가 연구를 통해 개발해낸 것에 대하여 특허, 상품 출원 등 지식재산권을 요구하게 된다. 이 때 누구의 연구 결과인지에 대한 지식재산권 분쟁이 생길 수 있는데 이러한 분쟁 시에 각각의 연구자가 자신의 연구를 입증하기 위해 연구노트를 증거물로 채택할 수 있다. 특허권을 내는 곳에서는 연구자들로부터 받은 연구노트를 검증하여 연구자의 연구개발 결과를 보호하게 된다.
4.연구실내에서의 지식 전수 및 연구 지속에 도움:
연구노트는 특허와 관련된 지적 재산의 범위 외에도 각각의 실험실에서의 연구를 지속하는 데에 도움이 된다. 연구자가 자신이 연구를 실행할 때 적어 놓은 실험에 대한 모든 데이터와 과정들이 상세하게 기록되어 있으므로 실험을 재현하는 데도 편리하고, 나중에 그 연구실의 초보 연구자나 후발 연구자가 빠른 시간 내에 그 실험실의 연구 노하우를 터득할 수 있는 교재가 된다.
5.연구진실성 검증:
연구부정행위 의혹 발생 시 연구진실성을 밝히는 중요자료로 활용된다. 이것은 가장 중요한 이유 중 하나이기도 한데, 연구노트를 검증하여 연구노트에 있는 실험 과정, 데이터들을 통하여 그 사람의 연구결과가 자신의 것인지를 확인할 수 있다.
더불어 세계에서 가장 거대한 시장 중 하나인 미국에서는 먼저 그것을 발명한 사람에게 특허권을 주는 선발명주의가 사용되고 있어서 연구를 언제 시행했는지에 대한 것을 입증하기 위해서도 연구노트가 중요한 증거자료로 쓰이고 있다. 또한 1996년 WTO 무역관련 지적재산권에 관한 협정(TRIPs)이 발효됨에 따라 미국도 다른 나라의 연구노트를 인정하게 되면서 확실한 증거자료로써 연구노트가 인정받게 되었다. 요즈음에는 미국 외의 다른 영국, 프랑스 등 유럽의 여러 나라들도 연구노트의 사용을 장려하고 이용을 권장하는 등 연구노트를 활성화 시키고 있다. 우리나라에서는 선출원주의를 채택하고 있지만 미국에서의 지식재산권과 각국에 대한 대응, 외국 기업과의 협약 등에도 연구노트가 매우 중요하게 쓰이고 있다.

## 참고 문헌
- 국가연구개발사업 연구노트 관리지침
- 한국지식재산전략원 홈페이지
- 연구노트 확산 지원본부

## 같이 보기
- 연구윤리
- 연구
- 연구부정행위

## 관련 도서
- 특허법 (로스쿨), 윤선희 저, 세창출판사, 2010.02.20, ISBN 978-89-8411-295-7